# أمير مفتاح
أمير مفتاح (بالإنجليزية: Amir Maftah)‏ (25 ديسمبر 1988 - ) هو لاعب كرة قدم تنزاني في مركز الدفاع. شارك مع منتخب تنزانيا لكرة القدم. أما مع النوادي، فقد لعب مع نادي سيمبا ونادي يانغ أفريكانز وKagera Sugar F.C. ‏.

## روابط خارجية
- أمير مفتاح على موقع قاعدة بيانات كرة القدم.إي يو (الإنجليزية)
- أمير مفتاح على موقع ناشيونال فوتبول تيمز (الإنجليزية)